# Estàtics
"Estàtics" (títol original en anglès "Static") és el vintè episodi de la segona temporada, i el 56è total de la sèrie de televisió d'antologia La Dimensió Desconeguda. Es va emetre originalment el 10 de març de 1961 a CBS. Ha estat doblat al català i emès per TV3. Va ser un dels sis episodis de la segona temporada que es va rodar en cinta de vídeo en un experiment de curta durada amb l'objectiu de reduir costos.

## Narració d'obertura
| « | Ningú no n'ha vist mai cap així, perquè és un tipus molt especial de ràdio. En el seu dia, cap al 1935, el seu tipus era una de les consoles més elegants del mercat. Ara amb els seus altaveus recoberts de tela, la seva peculiar esfera groga, els seus poms dentats, sembla pintoresca i una mica estranya. El Sr. Ed Lindsay esbrinarà "com és estranya" molt aviat quan sintonitzi la Dimensió Desconeguda. | » |

## Argument
Ed Lindsay, un solter amargat d'uns cinquanta anys, que viu en una casa pensió, està consternat pels programes i anuncis sense sentit a la televisió que veuen els residents. Recupera del soterrani una antiga ràdio que, en els seus dies més joves i feliços, va gaudir com a font de relax i entreteniment. Instal·lant-la a la seva habitació, té el plaer d'escoltar la ràdio rebent música i programes dels anys 30/40. Explica als altres les emissions, que primer assumeixen que són enregistraments. Incapaç de rebre'ls en una ràdio portàtil moderna, entra a la seva habitació però només escolta estàtic. L'Ed intenta posar-se en contacte amb l'estació de ràdio, però descobreix que fa anys que està tancaai.
Ed té un enfrontament amb Vinnie Broun, que fa dues dècades que viu a la mateixa pensió amb ell. En una època anterior, tenien la intenció de casar-se, però altres coses van interferir fins que va passar massa temps. Ella li diu que el passat no es pot recuperar i que hauria de deixar-ho anar, i que simplement està tenint una decepció. L'Ed està furiós i llença la Vinnie de la seva habitació. La seva obsessió per la ràdio continua creixent.
Preocupats per l'estat mental d'Ed, Vinnie i els altres residents fan que un botiguer s'emporti la ràdio. L'Ed surt precipitadament i la torna a comprar per 10 dòlars. El porta de nou a la seva habitació i, amb gran alleujament, la troba encara operativa. Es perd en una antiga cançó d'amor de Tommy Dorsey, la que compartiria amb Vinnie. La crida a la seva habitació i la porta s'obre i entra Vinnie. L'Ed és de sobte transportat en el temps fins al 1940, i ell i Vinnie tornen a ser joves. Extàtic, Ed professa el seu amor per Vinnie i l'abraça, decidit a fer les coses bé aquesta vegada.

## Narració de cloenda
| « | Ella volta i volta, i on s'atura ningú no sap. L'únic que sap Ed Lindsay és que volia desesperadament una segona oportunitat i finalment la va aconseguir, a través d'una estranya i meravellosa màquina del temps anomenada ràdio, a la Dimensió Desconeguda. | » |

## Repartiment
- Dean Jagger com a Ed Lindsay
- Carmen Mathews com a Vinnie Broun
- Robert Emhardt com el professor Ackerman
- Arch W. Johnson com a Roscoe Bragg
- Alice Pearce com la senyora Nielson
- Clegg Hoyt com a botiguer
- Stephen Talbot com a noi
- Bob Crane com a disc jockey (sense acreditar)

## Producció
Quan va començar la segona temporada de La Dimensió Desconeguda, la producció va ser informada per CBS que amb uns 65.000 dòlars per episodi, el programa estava superant el seu pressupost. El novembre de 1960 ja es van rodar 16 episodis, més de la meitat dels 29 projectats, i cinc d'ells s'havien emès. Es va decidir que sis episodis consecutius (codi de producció #173-3662 a #173-3667) es gravarien en vídeo a CBS Television City a la manera d'un drama en directe i després es transferirien a pel·lícula de 16 mm per a futures redifussions. Els possibles estalvis van ascendir a només uns 30.000 dòlars per a les sis entrades, cosa que es va considerar insuficient per compensar la pèrdua de la profunditat de la perspectiva visual que només podia oferir la pel·lícula. Els espectacles van acabar semblant poc millor que les telenovel·les i, com a resultat, l'experiment es va considerar un fracàs i no es va tornar a intentar mai més.
Una adaptació "moderna" d'aquesta història (ambientada en l'actualitat a Anglaterra i amb la ràdio dels anys 30 canviada per una televisió d'un tipus contemporani amb l'època de l'episodi original) va ser escrita com una història breu del mateix nom de Robert Shearman. Va ser publicada per primera vegada per Comma Press a l'antologia de 2007 de Shearman Tiny Deaths, i va guanyar un World Fantasy Award. La història en si es va adaptar a un curtmetratge, que va portar l'acció als Estats Units, però va mantenir l'entorn actual. Els temes de la pèrdua i l'enyor d'un passat romanticitzat més simple són freqüents en les tres versions.